# Groeve Pruus Karel II

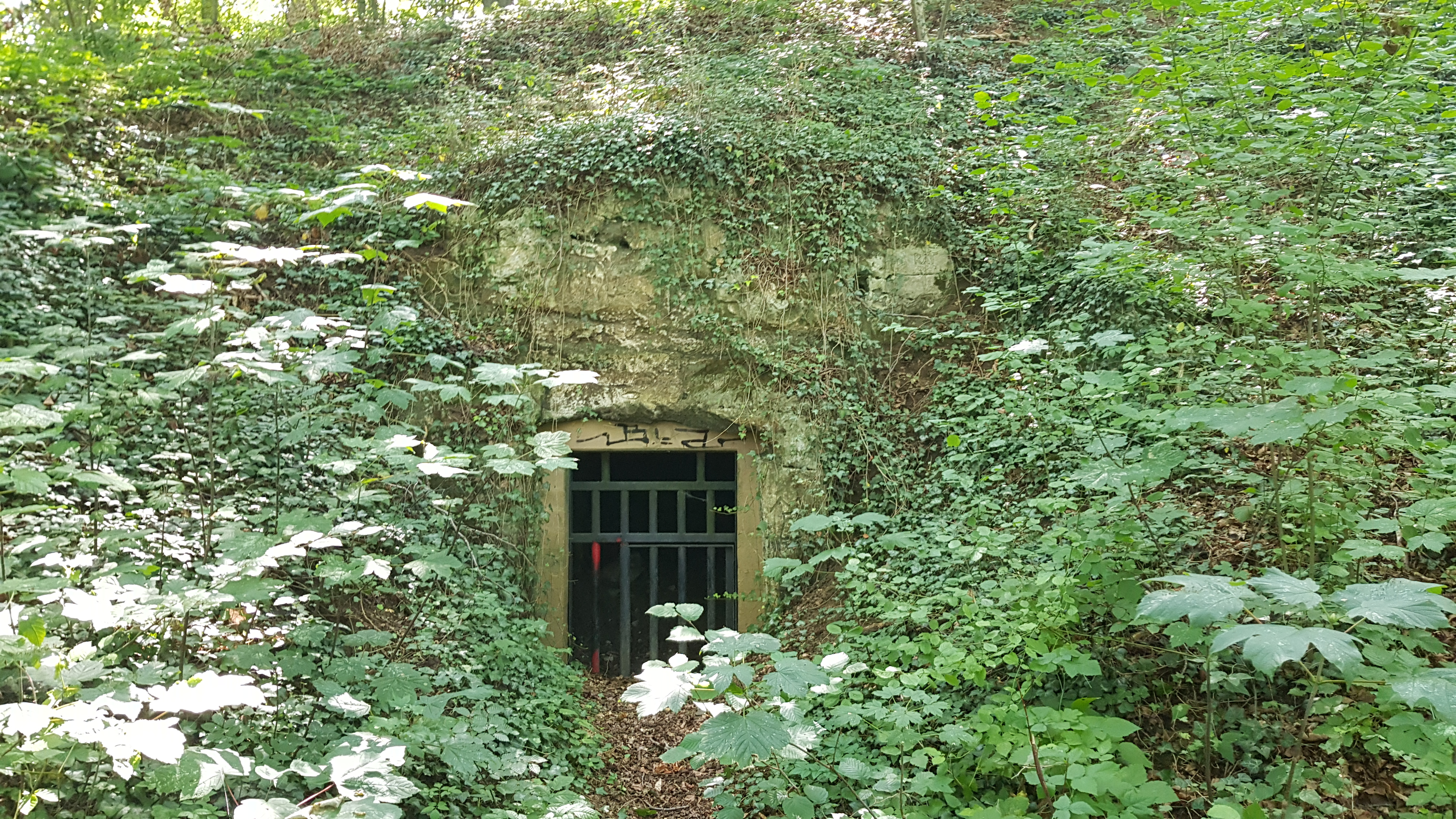
ingang Groeve Pruus Karel II

De Groeve Pruus Karel II is een Limburgse mergelgroeve in de Nederlandse gemeente Valkenburg aan de Geul in Zuid-Limburg. De ondergrondse groeve ligt ten zuidoosten van Valkenburg in het noordoostelijk deel van het hellingbos Biebosch op de noordoostelijke rand van het Plateau van Margraten in de overgang naar het Geuldal. Ter plaatse duikt het plateau een aantal meter steil naar beneden.
Op ongeveer 325 meter naar het zuidwesten ligt de Groeve van de Verdwenen Honden, op ongeveer 150 meter naar het zuidoosten de Groeve Pruus Karel I, op ongeveer 90 meter naar het zuidoosten de Groeve Pruus Karel III en op ongeveer 400 meter naar het noordwesten liggen de Gewandgroeve I en Gewandgroeve II.

## Geschiedenis
In de 18e en 19e eeuw werd de groeve door blokbrekers ontgonnen voor de winning van kalksteen.

## Groeve
De Groeve Pruus Karel II heeft een oppervlakte van ongeveer 205 vierkante meter en een ganglengte van ongeveer 34 meter.
De ingang van de groeve is afgesloten met traliewerk, zodat vleermuizen de groeve kunnen gebruiken als verblijfplaats.

## Geologie
De groeve is uitgehouwen in de Kalksteen van Emael, vlak onder de Horizont van Laumont.